# Фёлен
Фёлен (люкс. Feelen, фр. Feulen) — коммуна в Люксембурге, располагается в округе Дикирх. Коммуна Фёлен является частью кантона Дикирх. В коммуне находится одноимённый населённый пункт.
Население составляет 1545 человек (на 2008 год), в коммуне располагаются 540 домашних хозяйств. Занимает площадь 22,76 км² (по занимаемой площади 41 место из 116 коммун). Наивысшая точка коммуны над уровнем моря составляет 488 м. (29 место из 116 коммун), наименьшая 259 м. (69 место из 116 коммун).

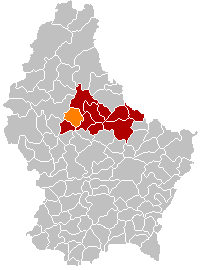
Оранжевый цвет - коммуна Фёлен, красный - кантон Дикирх.